# Sturisomatichthys
Sturisomatichthys – rodzaj słodkowodnych ryb sumokształtnych z rodziny zbrojnikowatych (Loricariidae). Spotykane w hodowlach akwariowych. 

## Zasięg występowania
Północna część Ameryki Południowej (Kolumbia, Wenezuela i Ekwador) oraz Panama.

## Klasyfikacja
Gatunki zaliczane do tego rodzaju:
- Sturisomatichthys aureus – sturisoma złocista
- Sturisomatichthys citurensis
- Sturisomatichthys dariensis
- Sturisomatichthys festivus
- Sturisomatichthys frenatus
- Sturisomatichthys kneri
- Sturisomatichthys leightoni
- Sturisomatichthys panamensis
- Sturisomatichthys tamanae

Gatunkiem typowym jest Oxyloricaria leightoni (S. leightoni).

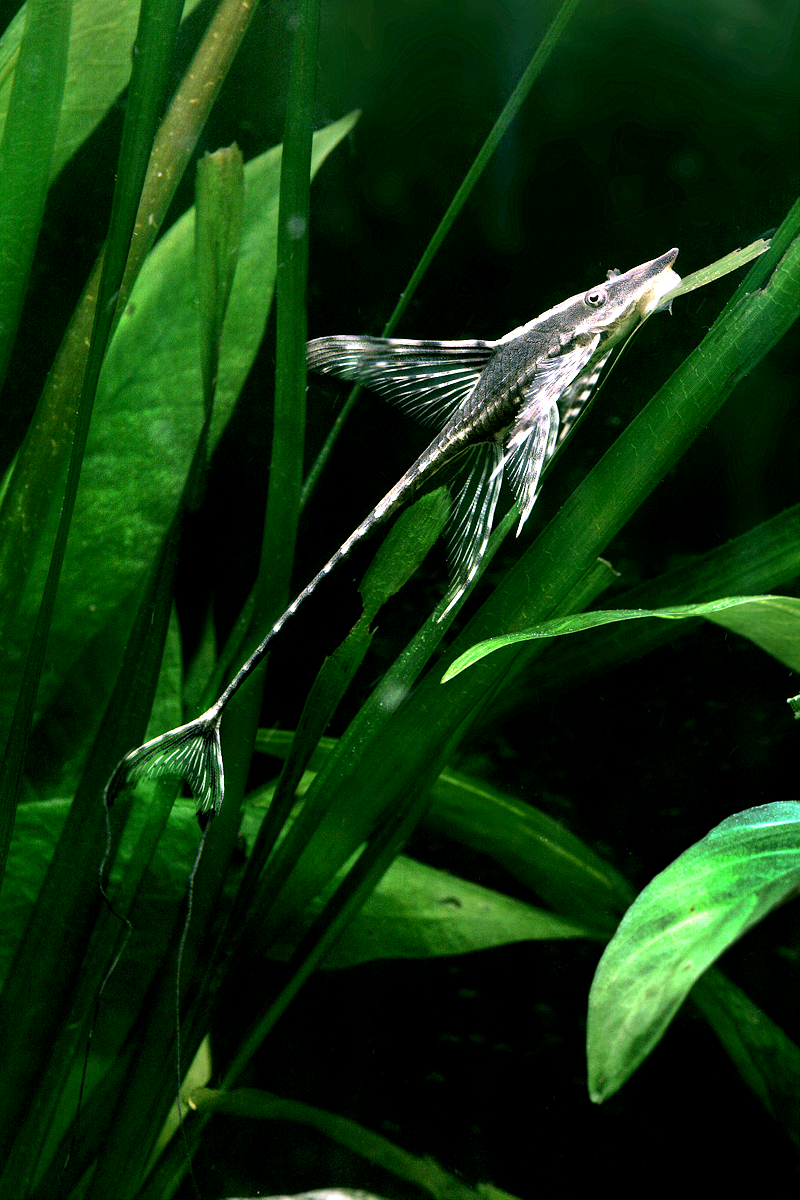
Sturisomatichthys aureus
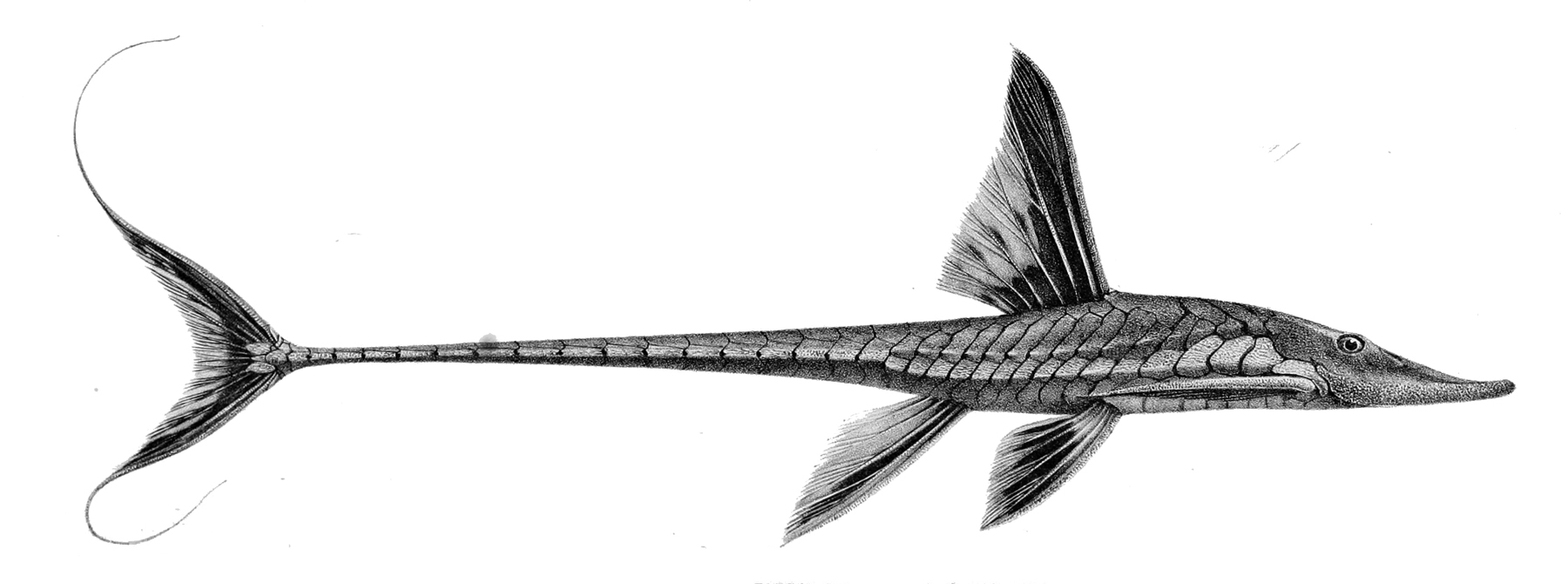
Sturisomatichthys frenatus
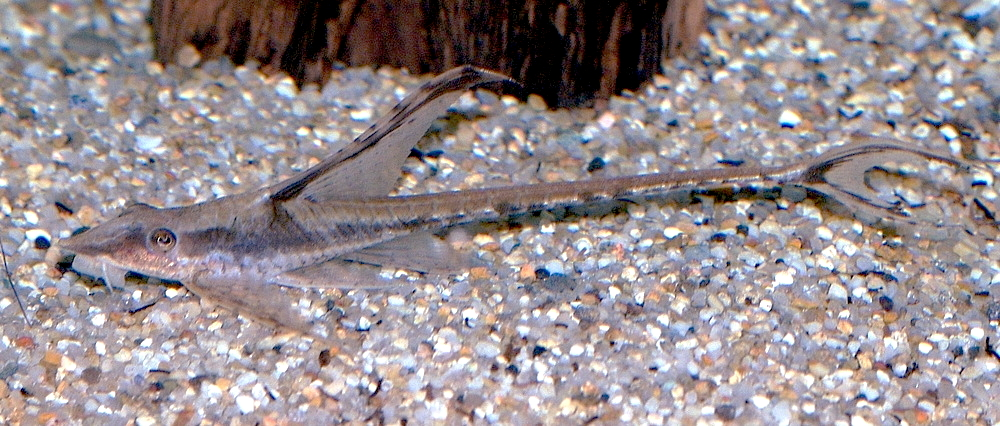
Sturisomatichthys panamensis